# Fotbal na Letních olympijských hrách 1952
Fotbalový turnaj na Letních olympijských hrách 1952 byl osmý oficiální fotbalový turnaj na olympijských hrách. Vítězem se stala maďarská fotbalová reprezentace.

## Předkolo
| 15. července 1952 19:00   |       |             |                                                                     |
| Polsko                    | 2 : 1 | Francie     | Lahden kisapuisto, Lahti diváci: 3 752 rozhodčí: Karel van der Meer |
| Trampisz 31' Krasowka 49' |       | Leblond 30' | Lahden kisapuisto, Lahti diváci: 3 752 rozhodčí: Karel van der Meer |

| 15. července 1952 19:00 |       |          |                                                           |
| Maďarsko                | 2 : 1 | Rumunsko | Kupittaa, Turku diváci: 10 588 rozhodčí: Nikolay Latyshev |
| Czibor 21' Kocsis 73'   |       | Suru 86' | Kupittaa, Turku diváci: 10 588 rozhodčí: Nikolay Latyshev |

| 15. července 1952 19:00                                                 |        |                |                                                                 |
| Jugoslávie                                                              | 10 : 1 | Indie          | Töölön Pallokenttä, Helsinky diváci: 10 000 rozhodčí: John Best |
| Vukas 2', 62' Mitić 14', 43' Zebec 17', 23', 60', 87' Ognjanov 52', 67' |        | Ahmed Khan 89' | Töölön Pallokenttä, Helsinky diváci: 10 000 rozhodčí: John Best |

| 15. července 1952 19:00 |       |                   |                                                                |
| Dánsko                  | 2 : 1 | Řecko             | Ratina Stadion, Tampere diváci: 4 372 rozhodčí: Waldemar Karni |
| Petersen 36', 37'       |       | Emmanouilides 85' | Ratina Stadion, Tampere diváci: 4 372 rozhodčí: Waldemar Karni |

| 15. července 1952 19:00   |                |           |                                                                   |
| Sovětský svaz             | 2 : 1 (prodl.) | Bulharsko | Kotkan Urheilukeskus, Kotka diváci: 10 637 rozhodčí: Istvan Zsolt |
| Bobrov 100' Trofimov 104' |                | Kolev 95' | Kotkan Urheilukeskus, Kotka diváci: 10 637 rozhodčí: Istvan Zsolt |

| 16. července 1952 19:00                                                       |       |     |                                                               |
| Itálie                                                                        | 8 : 0 | USA | Ratina Stadion, Tampere diváci: 15 342 rozhodčí: Arthur Ellis |
| Gimona 3', 51', 75' Pandolfini 16', 62' Venturi 27' Fontanesi 52' Mariani 87' |       |     | Ratina Stadion, Tampere diváci: 15 342 rozhodčí: Arthur Ellis |

| 16. července 1952 19:00                                      |       |                 |                                                                    |
| Brazílie                                                     | 5 : 1 | Nizozemsko      | Töölön Pallokenttä, Turku diváci: 9 685 rozhodčí: Giorgio Bernardi |
| Humberto Tozzi 25' Larry 33' (pen.), 36' Jansen 81' Vavá 86' |       | van Roessel 15' | Töölön Pallokenttä, Turku diváci: 9 685 rozhodčí: Giorgio Bernardi |

| 16. července 1952 12:00                    |                |                                 |                                                                     |
| Lucembursko                                | 5 : 3 (prodl.) | Velká Británie                  | Lahden kisapuisto, Lahti diváci: 3 656 rozhodčí: Vincenzo Orlandini |
| Roller 60', 95', 97' Letsch 91' Gales 102' |                | Robb 12' Slater 101' Lewis 118' | Lahden kisapuisto, Lahti diváci: 3 656 rozhodčí: Vincenzo Orlandini |

| 16. července 1952 19:00                      |       |                            |                                                                  |
| Egypt                                        | 5 : 4 | Chile                      | Kotkan Urheilukeskus, Kotka diváci: 5 354 rozhodčí: John Nilsson |
| Elfar 27' Mechaury 43' Eldizwi 66', 75', 80' |       | Jara 7', 78' Vial 14', 88' | Kotkan Urheilukeskus, Kotka diváci: 5 354 rozhodčí: John Nilsson |

## První kolo
| 19. července 1952 19:00      |       |                                                |                                                                    |
| Finsko                       | 3 : 4 | Rakousko                                       | Olympijský stadion, Helsinky diváci: 33 053 rozhodčí: William Ling |
| Stolpe 11', 34' Rytkönen 36' |       | Gollnhuber 8' (pen.), 30' Stumpf 59' Grohs 79' | Olympijský stadion, Helsinky diváci: 33 053 rozhodčí: William Ling |

| 20. července 1952 19:00      |       |             |                                                                      |
| Brazílie                     | 2 : 1 | Lucembursko | Kotkan Urheilukeskus, Kotka diváci: 6 776 rozhodčí: Marijan Matancic |
| Larry 42' Humberto Tozzi 49' |       | Gales 86'   | Kotkan Urheilukeskus, Kotka diváci: 6 776 rozhodčí: Marijan Matancic |

| 20. července 1952 19:00                         |                |                                              |                                                               |
| Jugoslávie                                      | 5 : 5 (prodl.) | Sovětský svaz                                | Ratina Stadion, Tampere diváci: 17 000 rozhodčí: Arthur Ellis |
| Mitić 29' Ognjanov 33' Zebec 44', 59' Bobek 46' |                | Bobrov 53', 77', 87' Trofimov 75' Petrov 89' | Ratina Stadion, Tampere diváci: 17 000 rozhodčí: Arthur Ellis |

Opakovaný zápas
| 22. července 1952 19:00                  |       |               |                                                               |
| Jugoslávie                               | 3 : 1 | Sovětský svaz | Ratina Stadion, Tampere diváci: 16 916 rozhodčí: Arthur Ellis |
| Mitić 19' Bobek 29' (pen.) Čajkovski 54' |       | Bobrov 6'     | Ratina Stadion, Tampere diváci: 16 916 rozhodčí: Arthur Ellis |

| 20. července 1952 12:00    |       |              |                                                          |
| Německo                    | 3 : 1 | Egypt        | Kupittaa, Turku diváci: 6 813 rozhodčí: Giorgio Bernardi |
| Klug 33' Schröder 38', 61' |       | Eldizmwi 64' | Kupittaa, Turku diváci: 6 813 rozhodčí: Giorgio Bernardi |

| 21. července 1952 19:00 |       |        |                                                       |
| Dánsko                  | 2 : 0 | Polsko | Kupittaa, Turku diváci: 6 024 rozhodčí: Folke Bålstad |
| Seebach 17' Nielsen 69' |       |        | Kupittaa, Turku diváci: 6 024 rozhodčí: Folke Bålstad |

| 21. července 1952 19:00                 |       |              |                                                                  |
| Švédsko                                 | 4 : 1 | Norsko       | Ratina Stadion, Tampere diváci: 4 072 rozhodčí: Johan Aksel Alho |
| Brodd 23', 35' Rydell 81' Bengtsson 89' |       | Sørensen 83' | Ratina Stadion, Tampere diváci: 4 072 rozhodčí: Johan Aksel Alho |

| 21. července 1952 19:00     |       |        |                                                                          |
| Maďarsko                    | 3 : 0 | Itálie | Töölön Pallokenttä, Helsinky diváci: 13 870 rozhodčí: Karel van der Meer |
| Palotás 11', 20' Kocsis 83' |       |        | Töölön Pallokenttä, Helsinky diváci: 13 870 rozhodčí: Karel van der Meer |

| 21. července 1952 19:00   |       |                   |                                                                 |
| Turecko                   | 2 : 1 | Nizozemské Antily | Lahden kisapuisto, Lahti diváci: 3 696 rozhodčí: Carl Jorgensen |
| Tokac 9' Bilge 76' (pen.) |       | Briezen 79'       | Lahden kisapuisto, Lahti diváci: 3 696 rozhodčí: Carl Jorgensen |

## Čtvrtfinále
| 23. července 1952 19:00           |       |           |                                                                          |
| Švédsko                           | 3 : 1 | Rakousko  | Töölön Pallokenttä, Helsinky diváci: 12 564 rozhodčí: Vincenzo Orlandini |
| Sandberg 80' Brodd 85' Rydell 87' |       | Grohs 40' | Töölön Pallokenttä, Helsinky diváci: 12 564 rozhodčí: Vincenzo Orlandini |

| 24. července 1952 12:00                 |                |                      |                                                                    |
| Německo                                 | 4 : 2 (prodl.) | Brazílie             | Töölön Pallokenttä, Helsinky diváci: 11 451 rozhodčí: Arthur Ellis |
| Schröder 75', 96' Klug 89' Zeitler 120' |                | Larry 12' Zózimo 74' | Töölön Pallokenttä, Helsinky diváci: 11 451 rozhodčí: Arthur Ellis |

| 24. července 1952 19:00                                           |       |           |                                                                    |
| Maďarsko                                                          | 7 : 1 | Turecko   | Kotkan Urheilukeskus, Kotka diváci: 4 743 rozhodčí: Waldemar Karni |
| Palotás 18' Kocsis 32', 90' Lantos 48' Puskás 54', 72' Bozsik 70' |       | Guder 57' | Kotkan Urheilukeskus, Kotka diváci: 4 743 rozhodčí: Waldemar Karni |

| 25. července 1952 19:00                                  |       |                                     |                                                                      |
| Jugoslávie                                               | 5 : 3 | Dánsko                              | Töölön Pallokenttä, Helsinky diváci: 11 456 rozhodčí: Waldemar Karni |
| Čajkovski 19' Ognjanov 35' Vukas 41' Bobek 78' Zebec 81' |       | Lundberg 63' Seebach 85' Hansen 87' | Töölön Pallokenttä, Helsinky diváci: 11 456 rozhodčí: Waldemar Karni |

## Semifinále
| 28. července 1952 19:00                                             |       |         |                                                                    |
| Maďarsko                                                            | 6 : 0 | Švédsko | Olympijský stadion, Helsinky diváci: 30 471 rozhodčí: William Ling |
| Puskás 1' Palotás 16' Lindh 36' (vl.) Kocsis 65', 69' Hidegkuti 67' |       |         | Olympijský stadion, Helsinky diváci: 30 471 rozhodčí: William Ling |

| 29. července 1952 19:00     |       |                 |                                                                      |
| Jugoslávie                  | 3 : 1 | Německo         | Olympijský stadion, Helsinky diváci: 25 821 rozhodčí: Waldemar Karni |
| Mitić 3', 24' Čajkovski 30' |       | Stollenwerk 12' | Olympijský stadion, Helsinky diváci: 25 821 rozhodčí: Waldemar Karni |

## O 3. místo
| 1. srpna 1952 19:00    |       |         |                                                                          |
| Švédsko                | 2 : 0 | Německo | Olympijský stadion, Helsinky diváci: 28 470 rozhodčí: Vincenzo Orlandini |
| Rydell 11' Löfgren 86' |       |         | Olympijský stadion, Helsinky diváci: 28 470 rozhodčí: Vincenzo Orlandini |

## Finále
| 2. srpna 1952 19:00   |       |            |                                                                    |
| Maďarsko              | 2 : 0 | Jugoslávie | Olympijský stadion, Helsinky diváci: 58 553 rozhodčí: Arthur Ellis |
| Puskás 70' Czibor 88' |       |            | Olympijský stadion, Helsinky diváci: 58 553 rozhodčí: Arthur Ellis |

## Medailisté
| Zlato   | Maďarsko   |
| Stříbro | Jugoslávie |
| Bronz   | Švédsko    |